# Södra Särksjön
Södra Särksjön är en sjö i Älvdalens kommun i Dalarna och ingår i Dalälvens huvudavrinningsområde. Sjön har en area på 0,0476 kvadratkilometer och ligger 517,8 meter över havet. Sjön avvattnas av vattendraget Särkån.

## Delavrinningsområde
Södra Särksjön ingår i det delavrinningsområde (682355-134761) som SMHI kallar för Ovan Öretjärnb. Medelhöjden är 587 meter över havet och ytan är 33,28 kvadratkilometer. Det finns ett avrinningsområde uppströms, och räknas det in blir den ackumulerade arean 44,32 kvadratkilometer. Särkån som avvattnar avrinningsområdet har biflödesordning 4, vilket innebär att vattnet flödar genom totalt 4 vattendrag innan det når havet efter 494 kilometer. Avrinningsområdet består mestadels av skog (66 procent) och sankmarker (16 procent). Avrinningsområdet har 0,28 kvadratkilometer vattenytor vilket ger det en sjöprocent på 0,8 procent.